# Gochnatia
Gochnatia é um género botânico pertencente à família Asteraceae.

## Espécies
Contém cerca de 100 espécies.
- Gochnatia barrosii – cambará-mineiro
- Gochnatia cratensis – cambará-cearense
- Gochnatia hatschbachii
- Gochnatia haumaniana
- Gochnatia hypoleuca
- Gochnatia lucida – cambará-candiá
- Gochnatia mollissima
- Gochnatia orbiculata
- Gochnatia paniculata – cambará-do-capão
- Gochnatia polymorpha – cambará
- Gochnatia ramboi

1. ↑  «Gochnatia — World Flora Online». www.worldfloraonline.org. Consultado em 19 de agosto de 2020